# Oetwil am See
Oetwil am See är en ort och kommun i distriktet Meilen på östra sidan Zürichsjön i kantonen Zürich, Schweiz. Kommunen har 5 075 invånare (2023).